# Habenaria flexuosa
Habenaria flexuosa är en orkidéart som beskrevs av John Lindley. Habenaria flexuosa ingår i släktet Habenaria och familjen orkidéer. Inga underarter finns listade i Catalogue of Life.